# Науменко Артем Олександрович
Науменко Олександр Артемович (нар. 8 квітня 1977) - доктор наук з державного управління, професор, професор кафедри менеджменту, бізнесу і адміністрування Державного біотехнологічного університету, член-кореспондент Інженерної академії України.

## Біографія
Олександр Артемович народився 8 квітня 1977 року в м. Харків.
Закінчив харківську школу № 128.
У 1999 році закінчив Харківський державний технічний університет сільського господарства.
З 1999 по 2005 роки асистент кафедри ремонту машин Харківського державного технічного університету сільського господарства.
У 2005 році захистив кандидатську дисертацію на тему: «Підвищення довговічності деталей машин нанесенням покриттів воднево-кисневим полум'ям».
З 2005 по 2008 роки працював доцентом кафедри ремонту тракторів, автомобілів та сільськогосподарських машин Харківського національного технічного університету сільського господарства імені Петра Василенка.
З 2008 по 2015 роки доцент кафедри технології матеріалів.
З 2015 по 2017 роки декан по роботі з іноземними громадянами Харківського національного технічного університету сільського господарства імені Петра Василенка.
З 2017 по 2019 роки доцент кафедри технології матеріалів.
З 2019 по 2021 роки працював доцентом кафедри будівництва та цивільної інженерії Харківського національного технічного університету сільського господарства імені Петра Василенка.
У 2020 році захистив докторську дисертацію на тему: «Механізми державного управління агропромисловим комплексом України».
З 2021 року професор кафедри менеджменту, бізнесу і адміністрування Державного біотехнологічного університету.
З вересня 2022 року професор кафедри агроінженерії та автомобільного транспорту Полтавського державного аграрного університету.
У 2024 році член-кореспондент Інженерної академії України.

## Праці
Артем Олександрович автор більше 120 друкованих праць, з них 90 наукових, 22 навчально-методичного характеру, 12 патентів України.
Наукові інтереси: механізми державного управління; нанесення покриттів; обробка металів тиском; будівельні конструкції.

## Відзнаки та нагороди
- лауреат премії Президента України серед молодих вчених (2003);
- грамота Харківської обласної ради (2003);
- почесна грамота Міністерства освіти та науки України (2008);
- диплом І ступеня обласного конкурсу «Молоді винахідники Харківщини» (2008);
- подяка Міністра аграрної політики (2012, 2015);
- подяка голови адміністрації Немишлянського району Харківської області (2023);
- почесна грамота Харківської обласної державної (військової) адміністрації (2024);
- грамота за вагомий внесок у справу забезпечення державної безпеки України (2024).